# Lona Cultural Elza Osborne
Lona Cultural Elza Osborne, também conhecido como teatro de Arena Elza Osborne é um espaço cultural em que se destaca uma grande lona fixa, na qual são desenvolvidas atividades teatrais, shows musicais, oficinas de teatro, dança, violão, artes visuais e artesanato. 
Foi a primeiro  de uma série de lonas culturais implantadas pela secretaria de culturas da prefeitura municipal do Rio de Janeiro e situa-se no bairro de  Campo Grande, possuindo capacidade para 400 pessoas.
A adminstração da Lona Cultural Elza é feita pela UGAT-ZO União de Grupos e Artistas de Teatro da Zona Oeste em convênio com a Prefeitura da cidade do Rio de janeiro, através de sua Secretaria Municipal de Cultura SMC

## História
Nos anos 50, um grupo de jovens, entre eles Rogério Fróes, Regina Pierini, Wilson Dray, Zelia Moraes, J. Thomé, Francisco Nagem, Dinear V. Plaza, Carlos Branco e outros, liderados por Herculano Leal Carneiro, jovem dinâmico e idealista, criaram o TEATRO RURAL DO ESTUDANTE. Este grupo, cujo talento despertou a admiração da engenheira Drª. Elza Pinho Osborne, que os presenteou com a construção de um TEATRO DE ARENA, o qual mais tarde merecidamente ganhou seu nome.
Ao lado do Teatro de Arena esta o espaço anexo que abriga as fundações do T.E.L.A (Teatro Escola Laboratório das Artes) cujo projeto arquitetônico foi uma criação do renomado Afonso Eduardo Reidy que dentre outras grandes obras que projetou, esta o Museu de Arte Moderna do Rio de janeiro.
O lançamento da “pedra fundamental” foi feito em 1956 pelo Dr. Juscelino Kubtschek, então Presidente da República iniciando-se assim a construção do TEATRO DE ARENA ELZA OSBORNE, inaugurado em  11 de janeiro de 1958.
Com a chegada da ditadura militar,Por muitos anos o TEATRO DE ARENA ficou praticamente desativado. Com a abertura para a democracia e a possibilidade de reativação veio a necessidade de uma cobertura para o espaço, fez com que Regina Pierini e Ives Macena assumindo a administração do Arena em 1986, lançassem a campanha: “Cubra o Arena e descubra nossa Arte”.  Que se tornou o  projeto para reutilização das lonas que cobriam a ECO 92. 
Em 1993, recebeu do digníssimo Prefeito da época, Dr. Cesar Maia, a doação da 1ª lona para Campo Grande para cobrir o Teatro de Arena Elza Osborne,assim começa o projeto LONAS CULTURAIS.
O Teatro de Arena Elza Osborne fundado na década de 50,  em 18 de maio de 1993 foi o projeto piloto que deu origem as lonas Culturais no Rio de Janeiro, com o objetivo de promover o desenvolvimento humano através da cultura,  participou intensamente na formação natural de um sistema de gestão cultural diferenciado, onde as práticas culturais de diversas naturezas pontuaram a formação de ações baseadas em parcerias sociais bem sucedidas entre cultura, educação e trabalho social, reconhecido pelo MERCOSUL e ainda premiado no exterior como projeto sócio-cultural, ganhou chancela da UNESCO de relevância cultural. A LONA CULTURAL ELZA OSBORNE, completou no ano de 2018, 25 anos de intensa atividade. Para celebrar esta data seu criador e diretor Ives Macena programou uma serie de atividades culturais priorizando os artistas da região, famosos ou não. Grandes artistas tiveram a oportunidade de mostrar seus talentos, com cinema, dança, teatro, musica com artistas anonimamos, dança, e shows com nomes como Weber Werneck, Zeca do Trombone, Maria Zenayde, Will Tom,  Inajara de Tanduí,  dentre outros, foi um mês (maio) de intensa movimentação na LONA CULTURAL ELZA OSBORNE para felicidade de todos.